# Scotiahavet
Scotiahavet er et randhav til Sydishavet som ligger nord for Antarktishalvøen. Det blev navngitt i 1932 efter ekspeditionsskibet "Scotia"m som blev benyttet på Scotia-ekspeditionen (1902–04) i dette område. Scotiahavet afgrænses i nord af Ildlandet og Falklandsøerne, i vest af Drakestrædet, i øst af øgruppene Syd-Georgia og Sydsandwichøerne og i syd af Sydorkneyøerne og Antarktishalvøen. Dele af området udgør Scotiapladen, og dele ligger over Sydamerikas kontinentalsokkel. Havet dækker et areal på cirka 900.000 km² med en gennemsnitsdybde på cirka 4.500 m og største dypde på cirka 5.840 m.
I 1916 gennemførte den britiske polarforsker Ernest Shackleton sammen med fire andre ekspeditionsmedlemmer en rejse over Scotiahavet efter, at deres fartøj "Endurance" var blevet knust i isen. Mandskabet brugte to uger på at krydse Scotiahavet fra Elephant Island til Syd-Georgia i den åbne redningsbåd "James Caird".